# ヤマドリ
ヤマドリ（山鳥、山雉、鵫、鶡、鸐雉、Syrmaticus soemmerringii）は、鳥綱キジ目キジ科ヤマドリ属に分類される鳥類。日本の固有種。名前は有名だが、野外で出会うのは少し困難な鳥でもある。

## 形態
雄は全長約125cm、翼長20.5-23.5cm。雌は全長約55cm（52.5cm） 、翼長19.2-21.9cm。体重は雄0.9-1.7kg (0.943-1.348kg) 、雌0.7-1kg (0.745-1.000kg) 。尾は雄のほうがかなり長く、尾長は雄が41.5-95.2cm、雌が16.4-20.5 cm。尾羽の数は18-20枚（16-20枚）。雄の羽色は極彩色のキジと異なり、金属光沢のある赤褐色を呈する。およそ頭部の色が濃く、胴体から脚にかけて薄くなる傾向があるが、その程度は亜種により異なる。よく目立つ鱗状の斑紋がある。目立つ冠羽はないが、興奮すると頭頂の羽毛が逆立ち冠状に見えることもある。顔面にキジ同様赤い皮膚の裸出部がある。雄の尾は相対的にキジよりも長く、黒、白、褐色の鮮やかな模様がある。雄は脚に蹴爪を持つ。雌の羽色は褐色でキジの雌に似るが、キジの雌より相対的に尾が短い。

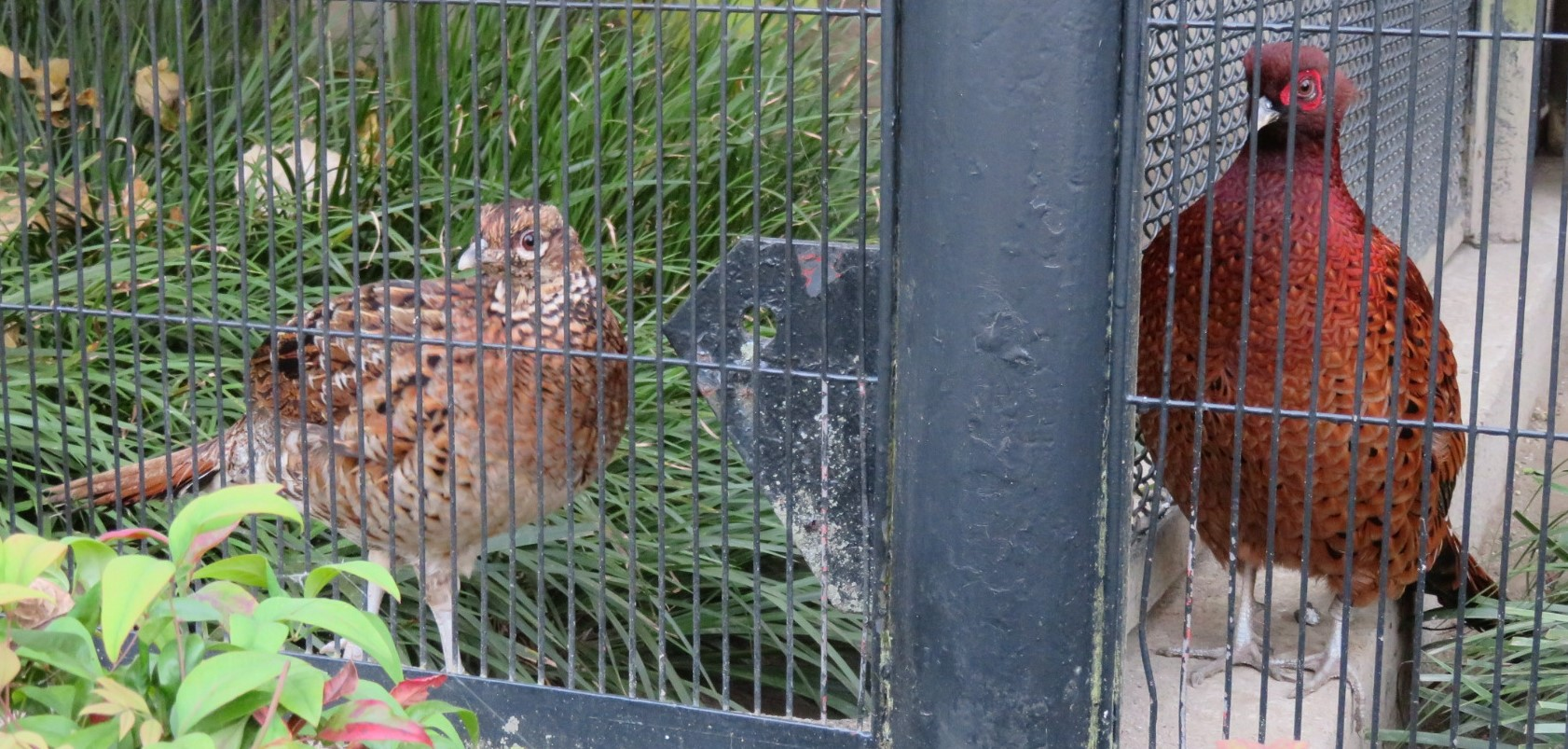
雌（左）と雄（右）

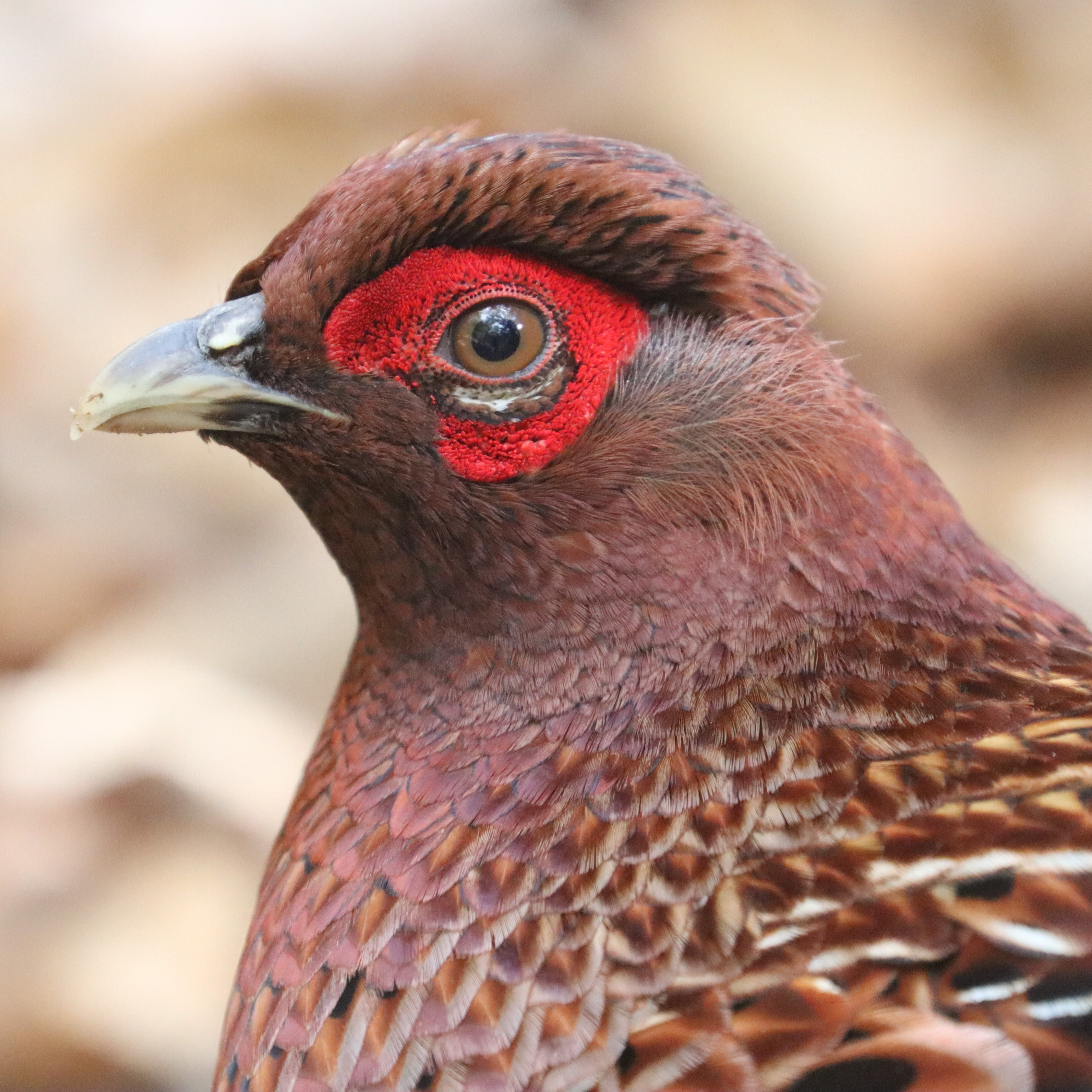
雄の頭部

## 生態
和名の「ヤマドリ」は山地に生息することに由来する。主に標高1500メートル以下の山地の森林や藪地（灌木叢林）などに生息し、渓流の周辺にあるスギやヒノキからなる針葉樹林や、下生えがシダ植物で繁茂した環境を好む。冬季には群れを形成する。
食性は植物食傾向の強い雑食で、植物の葉、花、果実、種子、果物、山菜、昆虫、クモ、甲殻類、陸棲の巻貝、ミミズなどを食べる。
鳴くことはまれだが、繁殖期になると雄は翼を激しく羽ばたかせ、非常に大きな音を出す（ドラミング、母衣〈ほろ〉打ち）ことで縄張りを宣言するとともに、雌の気を引く。また、ドラミング（ほろ打ち）の多くは近づくものに対する威嚇であるともされる。
木の根元などに窪みを掘り、木の葉や枯れ草、羽毛を敷いた直径20cm、深さ9cmに達する巣に、4月から6月にかけて6-12個（7-13個）の卵を産む。卵は長径4.8cm（4.4-5.15cm）、短径3.5cm (3.3-3.65 cm) で、殻は淡黄褐色。雌のみが抱卵し、抱卵期間は24-25日。
婚姻形態は一夫多妻であると推定されていたが、実際は一夫一妻であることが三重県津市の獣医師によって突き止められた。
丸猶丸ほか (1968) によれば、48個体の飼育環境下での産卵数は5-40個、産卵期間は10-97日と個体差が大きかったとしている。また、繁殖適齢期は3-4歳。雌雛の発生は雄雛よりも多いと報告されている。

## 分布と亜種
日本の固有種であり、本州、四国、九州に生息する。また、北海道の一部、佐渡島、隠岐島、小豆島などに移入分布するとみられる。生息する地域によって羽の色が若干異なり、後述の5亜種に分けられている。
羽色は温度や湿度によって決定し（寒冷地の個体は羽色が薄く暖地の個体は羽色が濃くなる）、同地域でも南北で変異が生じるとする報告例もある。一方で尾羽の形態や腰の白色斑は遺伝的要因が影響していると考えられている。なお、これらの亜種の分布域は明瞭でないため、検討が必要とされている。
- ヤマドリ（山鳥） S. s. scintillans (Gould, 1866)

別名キタヤマドリ（北山鳥）。
本州（北緯35度20分以北および島根県北部、兵庫県北部より北（青森県下北半島の山地まで））に分布する。
細く短い尾羽を持ち、全身の羽色は淡色。腰の羽毛は羽縁が白く、肩羽や翼の羽縁も白い。
基亜種アカヤマドリに対して色彩が異なることから、1866年にアメリカ合衆国のグールドにより別種として記された。
- ウスアカヤマドリ（薄赤山鳥[2]） S. s. subrufus (Kuroda, 1919)

本州（北緯35度20分より南の太平洋側、千葉県、静岡県、三重県、和歌山県、山口県）および愛媛県南部に分布するとされる。
尾羽は細い個体も太い個体もおり、全身の羽色は赤みがかる。腰に白色斑が入り、肩羽や翼の羽縁がわずかに白い。
静岡県の採集標本から、黒田長禮により、1919年に別亜種として記された。
- シコクヤマドリ（四国山鳥[2]） S. s. intermedius (Kuroda, 1919)

兵庫県南部および中国地方（鳥取県、島根県南部、岡山県、広島県、山口県東部）と四国地方（香川県、徳島県、高知県）に分布するとされる。
細長い尾羽を持ち、全身の羽色はやや濃色。腰の羽毛は羽縁が白く、肩羽や翼の羽縁がやや白い。
愛媛県の採集標本から、黒田長禮により1919年、別亜種として記された。
- アカヤマドリ（赤山鳥[2]） S. s. soemmerringii (Temminck, 1830)

九州北中部（福岡県、佐賀県、長崎県、大分県から、熊本県北部、宮崎県北部）に分布するとされる。
太く長い尾羽を持ち、全身の羽色は濃色。腰の羽毛に白色部がなく、肩羽や翼にも白色斑が入らない。
基亜種。長崎に滞在したシーボルトの収集標本に対し、1830年、オランダのテミンクによってヤマドリとして初めて記された。
- コシジロヤマドリ（腰白山鳥[2]） S. s. ijimae (Dresser, 1902)

九州中南部（熊本県南部、宮崎県南部、鹿児島県）に分布するとされる。準絶滅危惧種。
太く長い尾羽を持ち、全身の羽色は濃色。腰の羽衣が白く、肩羽や翼に白色斑が入らない。
東京帝国大学教授であった飯島魁の送った標本から、1902年にイギリスのドレッサーによって、飯島の名を種小名として記された。
種小名 soemmerringii は、ドイツの解剖学者ゼンメリング（Sömmerring）への献名である。

### 交雑
野生状態でキジとの交雑が生じるが、交雑個体に対し科学的な分析を行った文献記録は少なく、繁殖力の有無等は明かでは無い。

## 人間との関係
肉は食用になり、狩猟鳥の一つであるほか、食肉や観賞用、放鳥用として、許可不要で飼育・繁殖できる。販売には都道府県の許可が必要で、2019年度の販売数は合計1122羽で、減少傾向にある。味は大変に美味。
鳥獣保護法における狩猟鳥獣で、雄は1日2羽まで捕獲できる。一方で保護の対象ともされており、環境省の省令により雌は捕獲が禁止されている。
人工授精による養殖技術が確立され、野生個体の増加を目論んだ幼鳥や成鳥の放鳥が各地の民間団体や、自治体により行われている。放鳥に用いるのは人工授精により養殖育成した個体であるが、放鳥後の寿命は10日程度と短いと報告されている。主な消耗原因として、テンのような天敵による食害、衰弱死、溺死、射殺（狩猟）、交通事故が挙げられている。

### 文化
ヤマドリは雌雄が峰を隔てて寝るという伝承があり、古典文学では「ひとり寝」の例えとして用いられた。また雄のヤマドリは尾羽が長いことから、「山鳥の尾」は古くは長いものを表す語として用いられており、百人一首には柿本人麻呂の作として和歌「あしびきの 山鳥の尾の しだり尾の ながながし夜を ひとりかも寝む」が取られている。この歌では「山鳥の尾のしだり尾の」までが「ながながし」を導く序詞である。
ヤマドリに関する俗信としては、年老いて尾が十三節になったヤマドリは人を騙したり、また夜に人魂のように光ったりするなどの言い伝えがある。長野県に伝わる。「八面大王」という鬼を坂上田村麻呂が退治する物語では、「三十三節あるヤマドリの尾羽で矧いだ矢で無ければ鬼を退治出来ない」という描写がある。
日本では、群馬県と秋田県がヤマドリを県の鳥としている。
雄のヤマドリは手塚治虫の火の鳥のモデルにもなった。